# ポルトガルの鉄道
ポルトガルの鉄道は、ポルトガル鉄道など数社により運行されている。
- ポルトガル鉄道
- フェルタグス
- リスボンメトロ
- ポルトメトロ
- Metro Transportes do Sul（ポルトガル語版）(ライトレール)

ポルトガルは、国際鉄道連合 (UIC)の一員である。ポルトガルのUIC番号は 94である。隣国のスペインとは、同軌間で連結されている。

## 鉄道網
ポルトガルの鉄道施設は、Infraestruturas de Portugal（略称：IP）が管理している。1997年の上下分離により、鉄道施設の管理はREFER（Rede Ferroviária Nacional）によってなされていたが、2015年に Estradas de Portugal（略称：EP）と合併し、Infraestruturas de Portugalとなった。
ポルトガルの路線長は以下の通り
- 合計: 3319 km

- 広軌
  - イベリア軌間（軌間 1,668 mm (5 ft 5+2⁄3 in)）: 2700 km   (うち1436 kmが電化)
- 狭軌
  - メーターゲージ（軌間 1,000 mm (3 ft 3+3⁄8 in)）: 192 km (2008年現在)
  - 760mm軌間（軌間 760 mm (2 ft 5+7⁄8 in)）: 427 km (2008年現在)